# Tayabamba (distrito)
Tayabamba ou também Distrito de San José é um dos 13 distritos da província de Patáz, localizado na região de La Libertad

## Transporte
O distrito de Tayabamba é servido pela seguinte rodovia:
- PE-12B, que liga a cidade ao distrito de Huayllabamba (Região de Áncash)
- PE-10C, que liga a cidade de Huancaspata ao distrito de Chugay
- LI-128, que liga o distrito à cidade de Taurija
- LI-129, que liga o distrito à cidade de Ongón
- LI-130, que liga o distrito à cidade de Ongón [1][2][3]